# ドリームキャッチャー (テレビせとうち)
『ドリームキャッチャー』は、2007年10月13日から2008年1月17日までテレビせとうちで放送されたリアリティ番組。

## 概要
自分で何か商売を始めたい人たちや、その他の夢の実現に向かってチャレンジする人たちを応援するという主旨で放送されていた番組である。
この番組は、19歳から35歳くらいまでの岡山県・香川県在住者もしくは出身者を対象に、番組内および番組放送当時に存在していた公式ブログで収録参加希望者の募集を掛けていた。「自己資金ゼロでもOK」という点が特色であり、募集要項においてもそのことをセールスポイントにしていた。しかしその後、番組はわずか13回の放送で打ち切られた。

## 放送時間
時刻はいずれもJST。
- 毎週土曜 27:10 - 27:40 （2007年10月）
- 毎週木曜 24:58 - 25:28 （2007年11月 - 2008年1月）

## 出演者
- ぜんじろう
- 山本淑稀 - yossy名義で出演。
- ほか

## スタッフ
- 協力 - 中井行政書士事務所